# Masahiro Kobayashi
Masahiro Kobayashi (小林 政広, Kobayashi Masahiro, 6 de gener de 1954 – 20 d'agost de 2022) va ser un director de cinema japonès.

## Carrera
Kobayashi es va convertir en el primer cineasta japonès a guanyar el Gran Premi al Festival Internacional de Cinema Fantàstic de Yubari. Després d'això, va fundar Monkey Town Productions i va fer tres pel·lícules adossades, que va guanyar premis en tres anys consecutius a Cannes: Kaizokuban Bootleg Film (1999) i Aruku, hito (2001) a Un Certain Regard i  Koroshi (2000) a la Quinzena de Directors. Basshingu fou projectada al 58è Festival Internacional de Cinema de Canes.
Kanzen-naru shiiku: Onna rihatsushi no koi (2003), Ai no yokan (2007) i “Where are you?” (2009) van ser convidats en competició al Festival de Cinema de Locarno. Ai no yokan va guanyar quatre premis al 60è Festival de Cinema de Locarno, entre ells el Pardo d'Oro i el premi Daniel Schmid. El 2008, el Festival Internacional de Cinema de Rotterdam, el Festival do Rio i el Festival Internacional de Cinema de Buenos Aires van acollir una retrospectiva de les seves pel·lícules amb gran èxit.
Kobayashi fa de fins a 16 llargmetratges que la majoria són escrits i produïts per ell mateix.

## Filmografia
- Closing Time (1996)
- Kaizokuban Bootleg Film (1999)
- Film Noir (2000)
- Aruku, hito (2001)
- Perfect Blue: Yume Nara Samete (2002)
- Kanzen-naru shiiku: Onna rihatsushi no koi (2003)
- Flic (2005)
- Basshingu (2005)
- Ai no yokan (2007)
- The Happiness (2008)
- White Night (2009)
- Haru to no Tabi (2010)
- Women on the Edge (2011)
- Japan's Tragedy (2012)
- Strangers When We Meet (2013)
- Umibe No Ria (2016)

## Ús de substàncies
- Kobayashi era un gran fumador que fumava més de dos paquets al dia. Quan van entrar a Àustria l'any 2007 per participar al Festival Internacional de Cinema de Viena, els funcionaris de duanes li van informar que portar una quantitat de tabac superior al límit duaner seria castigat amb una multa.. El gener de 2008, [va] fumar a l'habitació per a no fumadors d'un hotel, on s'allotjava per participar al Festival Internacional de Cinema de Rotterdam, i va pagar una multa de 175 euros, i fou traslladat a un altre hotel.
- A la seva autobiografia "Diari d'un director de cinema: Masahiro Kobayashi", ha confessat beure cada dia des dels 32 anys i desenvolupar addicció a l'alcohol durant sis mesos. Tanmateix, afirma que no vol deixar de fumar.[5]